# ホンダ・ブロード
ブロード（BROAD）は本田技研工業がかつて製造販売していたスクータータイプのオートバイである。

## 概要
1995年1月12日発表、同月30日発売。
1994年に発売されたキャビーナの姉妹車で、最大の相違点は屋根を廃止した点にある。

## 車両解説
上述した屋根の廃止を除くと基本的にキャビーナとは共通設計で、大容量メットイン・フロント12インチホイール・大型ウインドスクリーンなどは共通する装備である。排気量面でも同様に49cc・89ccの2モデルが製造販売された。
ブロード Broad SCX50s-III 型式名A-AF33 (原付1種）
ブロード90 Broad90 SCX90s-III 型式名HF06（原付2種 小型自動二輪車）
搭載された空冷2ストローク単気筒エンジンはリードと共用ののAF20E型・HF05E型。車体色はキャビーナと共通の紺色と黒色が設定された。
ベース車両のキャビーナでは屋根の装備により重心位置が高くローリングに対する慣性モーメントならびに前面投影面積の増大といった欠点があった。このため屋根を廃止し約10kgの構造物を高い位置から除去。この結果キャビーナで風洞実験を重ねて実現した空気抵抗低減が本モデルでは遺憾なく発揮され、さらに大型スクリーンの装備でCD値を当時のスクーターとしては最小限に抑える効果もあり、大き目の外見とは裏腹に空気抵抗は標準的な50cc級スクーターより低く抑えられ、同クラスの他車種よりも巡航時の燃費性能は凌駕し、安定性が高いことが特徴となった。
また車体面では『低くゆったり』をコンセプトに提案。これらは同社製125ccスクーターJF03型スペイシー125の1.255mより長い1.280mのホイールベースやフュージョンに次いで低い670mmのシート高に見られるほか、バッテリー・燃料タンクなどの重量物を車体中央部の低い位置に集中配置するなど徹底した低重心設計とされた。
1名乗車とされたシート下部の大容量メットインは、公称36Lと標準的な50cc級スクーターの約2倍である。収納スペースは、このほかにハンドル直下左右に容量1L程度の鍵付きグローブボックスとメーター両脇に小物入れを装備する。またバックミラーは、ボディーマウント折り畳み式とされた。
表立ったモデルチェンジは実施されてないが、細部の改良やパーツ差し替えは数次にわたって実施された。
- 左後部のサイドカバーはエアクリーナーとの干渉が問題となったため後期生産分では下端部を外側に広げた改良部品に変更されており、前期生産分と外見上区別できるポイントである。
- 50cc仕様のうち1998年6月以降の製造車はキャブレターユニットを変更。これが本モデルの最終仕様である。

## 評価
250ccクラス以上の充実した装備と標準的な50ccクラスより良い使い勝手が共存する実用的なスクーターとして設計された反面、製造コストの上昇が必然的に伴い当初の実売価格は約20万円と標準的な50ccクラスの2倍近い高額。さらに排気量の割に大きく重い車体は鈍重で扱いにくい印象を与えたことから、販売面では苦戦を強いられた。さらに1999年から排ガス規制が強化され同一エンジンを搭載していたリードは触媒採用の新エンジンに換装のうえフルモデルチェンジが実施されたが、本モデルは生産台数が僅少で販売実績回復の見込みも立たなかったことから同年7月に製造終了となった。